# Неоплатонізм

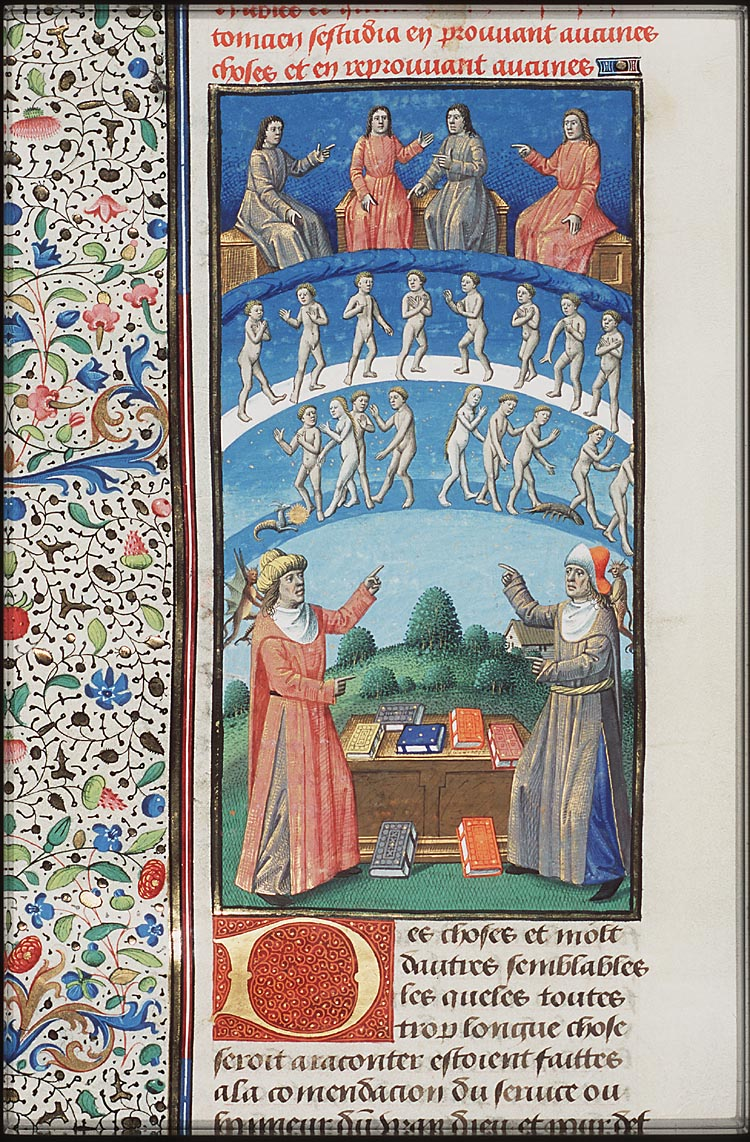
Порфірій і Плотін. Ілюстрація до середньовічного рукопису.

Неоплатоні́зм — ідеалістичний напрям античної філософії III-VI ст., що з'єднує і систематизує елементи філософії Платона, Аристотеля та східної філософії. Найвідомішим і значним виразником ідей неоплатонізму є Плотін. Ідеалістична теорія ідей Платона прийняла в неоплатонізмі форму вчення про еманації (випромінювання) матеріального світу з духовного першоджерела.

## Концепція
Розбудова Римської імперії супроводжувалася дуже сильними змінами у свідомості людей того часу. Посилювалося тяжіння до суто релігійного способу самоусвідомлення. Це відобразилося на філософії III—IV ст. н. е., яка дедалі більше набувала рис теософського вчення.
Неоплатонізм виник в античній філософії як остання спроба синтезувати уявлення про Космос та людину в одне вчення, переважно на підставах платонівської філософської традиції. Плотін, Порфирій, Прокл — найвідоміші представники цього завершального в античній філософії напряму думки.

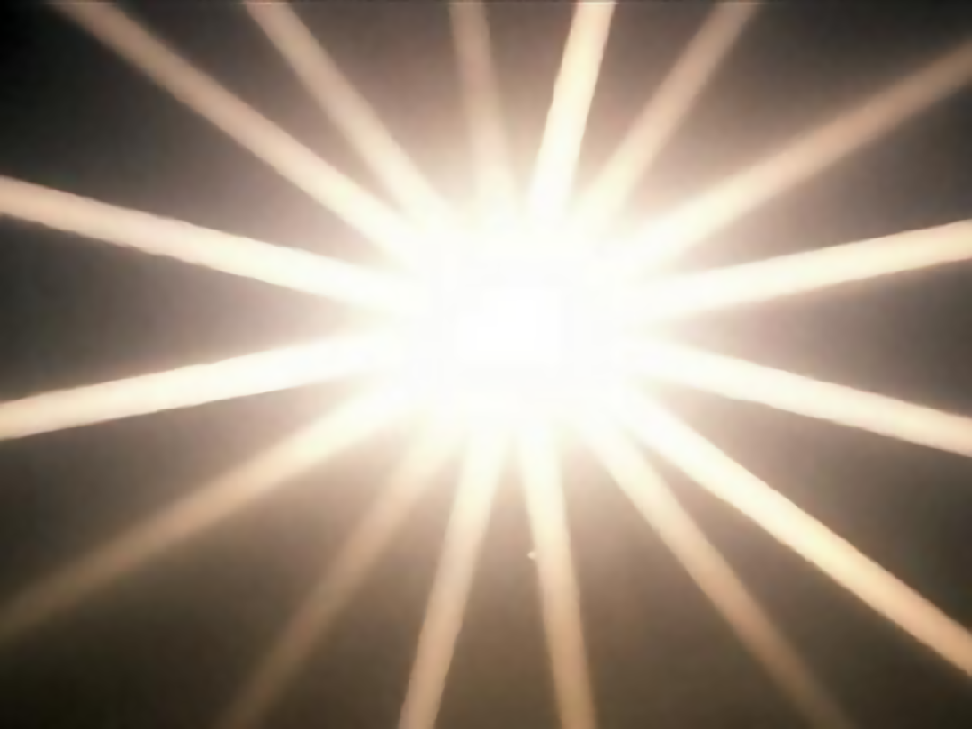
Еманація. Джерело світла, що поширюється в темряві.

Неоплатоніки конструювали вчення про ієрархічність будови Дійсності. Основою буття є божественне (але безособове, на відміну від прийнятого у християнстві) «Єдине» як остання підстава існування будь-якого буття. Все інше існує, як і Єдине, вічно, тому питання про походження всього замінюється в неоплатонізмі питанням про залежність одного буття від іншого. В цьому розумінні «Єдине» шляхом поступового послаблення в низхідному порядку обумовлює «розум», потім «душу», «Космос», «матерію» (під якою, як і у Платона, розуміється небуття). Чуттєвий світ у неоплатоніків — це єдність ідей розуму, душі та матерії. Цей світ протяжний, тривалий, неістинний. Душа людини неречовинна, безтілесна, вона пов'язана не тільки з тілом, а й з божественною душею. Мета земного життя — звільнення від тілесності, чуттєвості через вдосконалення морального життя і наступного після смерті злиття з божеством. Саме в неоплатонізмі вперше проводиться ідея тріадичного, низхідного розвитку будь-якого предмета, навіть Бога. Це перебування в собі — вихід з себе — повернення в себе. Найбільш детально цю ідею опрацював Прокл Діадох.
Ідеї неоплатонізму про існування ідеального світу, про втілення ідеї в матерію, про безсмертя душі, про пантеїстичний зв'язок божественного та світського не загинули разом з розпадом античного суспільства. Вони мали значний вплив на християнську теософію Середньовіччя (Пліфон) та на філософію доби Відродження і Нового часу.

## Періодизація
Античний неоплатонізм існував у вигляді ряду шкіл, які були орієнтовані на тлумачення діалогів Платона і систематизацію його вчення.

### II-III ст.
Науковий період. Він відрізняється спекулятивно-теоретичним характером, переважно реконструюванням основної тріади Платона. До цього періоду належить:
- Римська школа. Відомі представники: Амелій, Аммоній Саккас, Плотін, Порфирій. Школу засновує Аммоній Саккас, який письмового викладу свого вчення не залишив. З 244 року учень Аммонію, перший систематизатор неоплатонізму Плотін продовжує діяльність в Римі. З 270 року подальшу розробку неоплатонізму продовжує учень Плотіна- Порфирій.

### III-IV ст.
Богословський період, спроба об'єднати всі існуючі давні культи і обґрунтувати політеїзм. Неоплатонізм цього періоду ставить головним завданням практичну містику, теургію і мантику; систематизує античну міфологію, більшу увагу звертаючи на релігійно-магічну практику; виясняє сутність і методи пророцтва, знахарства, оракулів, містерій, астрології, екстатичного сходження в надчуттєвий світ. До цього періоду відносяться:
- Сирійська школа; відомі представники: Дексіпп, Сопатр, Теодор Асінській, Ямвліх. Школу засновує Ямвліх, учень Порфірія, він вперше вводить в неоплатонізм практику теургії. Він провів реформу коментаря, яка вплинула на всю подальшу традицію неоплатонізму, тому виділяють доямвліховській і послеямвліховській неоплатонізм.

- Пергамська школа; відомі представники Євсевій з Мінда, Євстафій Каппадокійський, Евфразій, Максим Ефеський, Пріск з Епіра, Саллюстій, Юліан Відступник, Хрисанф з Сард, Едесій. Школу засновує Едесій, учень Ямвліха. Пергамська школа продовжувала лінію Сирійської школи, приділяючи велику увагу міфології і теургії.

### IV-VI ст.
Схоластичний, коментаторський період, спроба реставрації та систематизації всієї стародавньої філософії. До цього періоду відносяться:
- Афінська школа; відомі представники: Домнін, Ісидор Александрійський, Марін Неаполітанський, Плутарх Афінський, Пріскіан Лідійський, Прокл Діадох, Сімплікій, Сіріан. Школу засновує Плутарх Афінський. До Плутарха Афінського Платонівська Академія не відчувала особливого впливу неоплатонізму. Плутарх написав коментарі до деяких діалогів Платона і до трактату Аристотеля «Про душу». Його наступник Сіріана визначив коло авторитетних для неоплатонізму текстів: Платон і піфагорійці, Гомер, орфічна література і «Халдейські оракули». За філософією Аристотеля Сіріан затвердив статус введення до філософії Платона.

- Александрійська школа; відомі представники: Гієрокл Александрійський, Аммоній Гермій, Асклепій Тралльській, Геліодор Александрійський, Гермій Александрійський, Давід Анахт, Іоанн Філопон, Немесій, Олімпіодор Молодший, Стефан Візантійський, Едесій Каппадокійський, Гіпатія і Синезій. Вважається, що школу заснував Гермій Александрійський. Александрійська школа розділяла в цілому вчення Афінської школи, прагнула узгодити вчення Платона і Аристотеля. Багато олександрійців навчалися у афінських філософів: у Плутарха — Гіерокл, Гермій Александрійський — у Сіріана, Аммоній — у Прокла. Однак, основним предметом вивчення поступово ставав Аристотель. Його коментаторами були Іоанн Філопон, Давід Анахт, Стефан Візантійський.

Деякі дослідники вважають,що александрійці Гіпатія і Синезій не належали до перерахованих основних шкіл неоплатонізму. 

## Галерея філософів-неоплатоників

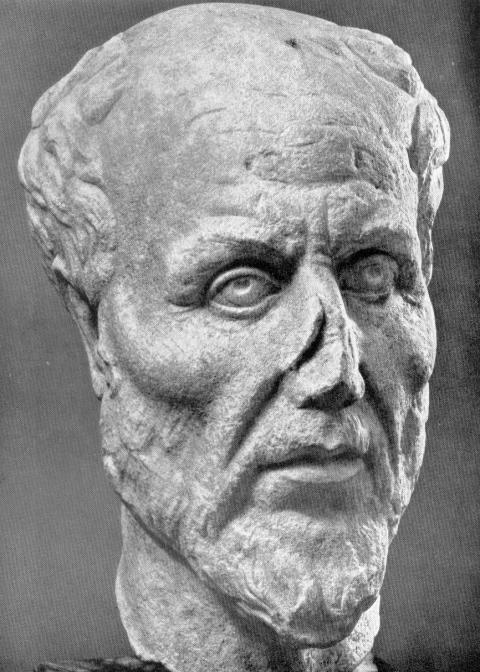
Плотін
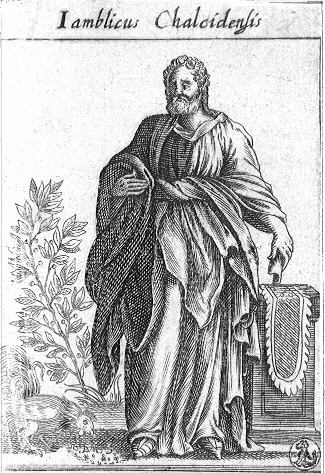
Ямвліх
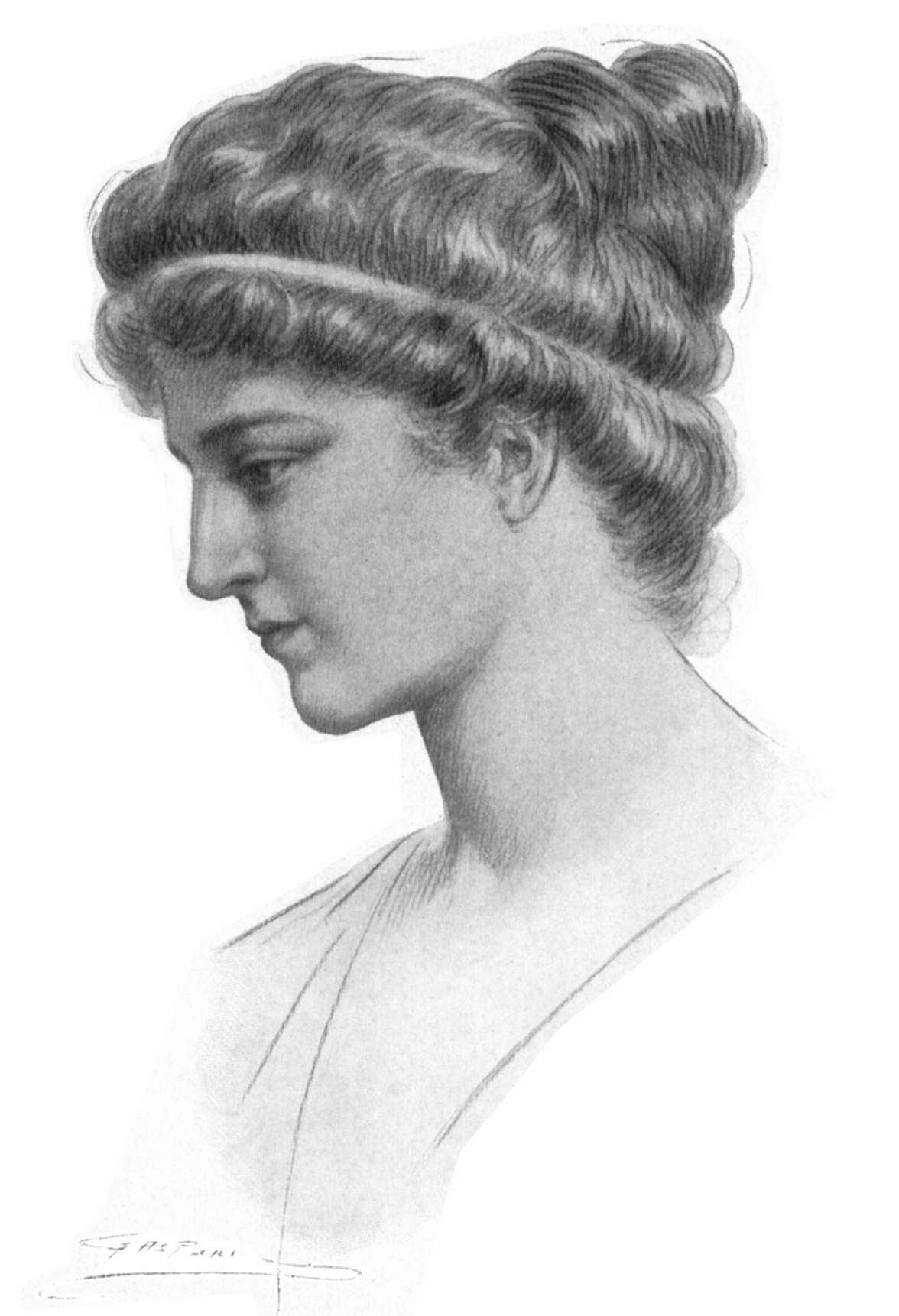
Гіпатія
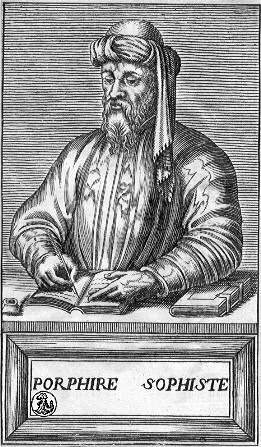
Порфірій